# Xia Li
Zhao Xia (* 28. Juli 1988 in Chongqing, China) ist eine chinesische Wrestlerin. Sie steht derzeit bei der WWE unter Vertrag und tritt regelmäßig in deren Show SmackDown auf.

## Wrestling-Karriere

### World Wrestling Entertainment (seit 2017)
Im Januar 2017 trat sie dem WWE Performance Center bei, nachdem sie Talentscouts bei einem Tryout in Shanghai beeindruckt hatte. Am 13. Juli gab Li ihr Debüt für die WWE bei dem Mae Young Classic Turnier. Sie wurde in der ersten Runde von Mercedes Martinez eliminiert. Am 19. September 2018 trat Li in erneut im Mae Young Classic Turnier an und besiegte Karen Q in der ersten Runde, wurde jedoch in der zweiten Runde von Deonna Purrazzo eliminiert. In den Jahren 2017 und 2018 rang Li nur bei NXT Live Events. Am 27. Januar 2019 trat sie beim Royal Rumble zum ersten Mal auf und wurde von Charlotte Flair eliminiert.
Li gab ihr Fernsehdebüt in der Folge von NXT vom 20. Februar 2019 und verlor gegen Mia Yim. In der Folge von NXT vom 1. Mai holte sie ihren ersten Sieg im Fernsehen, indem sie Rachel Evers besiegte. Mitte November geriet sie in eine Fehde mit Aliyah und Vanessa Borne und errang in den Folgen von NXT am 13. und 27. November hintereinander einen Sieg gegen das Duo. Hiernach wurde sie von Shayna Baszler, Marina Shafir und Jessamyn Duke angegriffen. Dies führte zu einem Match, welches sie jedoch nicht gewinnen konnte. In der Folge von NXT vom 6. Mai hatte Li ein Match mit Chelsea Green, das sie aufgrund einer Ablenkung von Aliyah verlor. Dies führte zu einem weiteren Match zwischen den beiden in der NXT-Folge vom 17. Juni, wobei Aliyah den Sieg errang, nachdem Robert Stone sie abgelenkt hatte. Sie nahm am Royal Rumble Match 2020 teil, hier wurde sie von Baszler eliminiert.
Am 13. Juni 2021 bestritt sie ihr erstes Match bei einem NXT TakeOver Event. Sie besiegte Mercedes Martinez bei NXT TakeOver: In Your House II. Am 4. Oktober 2021 wurde sie beim WWE Draft zu SmackDown gedraftet. Dort tritt sie seither überwiegend in Mid-Card-Events auf und durfte bisher keinen Titel halten.